# Saint-Romain-sur-Gironde

Saint-Romain-sur-Gironde este o comună în departamentul Charente-Maritime, Franța. În 2015 avea o populație de 64 de locuitori.